# Rhytidoponera subcyanea
Rhytidoponera subcyanea é uma espécie de formiga do gênero Rhytidoponera.